# Успенская церковь (Шарковщина)
Успенская
церковь — историческое деревянное здание начала XX века в Шарковщине, памятник архитектуры (номер 213Г000829). Расположена на южной окраине посёлка, на улице Водопьянова, у берега Дисны.

## История
Церковь построена в 1912 году по проекту губернского епархиального архитектора А. Шпаковского, созданному в 1907 году. При этом существовавшая на этом месте с 1639 года деревянная церковь был сохранена и перенесена.

## Архитектура
Деревянная церковь построена в стиле модерн. Композиционно здание состоит из четырёх частей: притвор со звонницей, промежуточный объём, основной объём (молитвенный зал) и пятигранная апсида. Основной объём накрыт четырёхскатной крышей, над которой размещён восьмигранный барабан. Барабан венчает шатёр с головкой и четырьмя башенками по углам, которые размещены на кронштейнах и нависают над барабаном. Звонница срублена в угол, немного выступает из объёма притвора. Окна церкви украшают резные узорчатые наличники (снаружи) и резное обрамление (изнутри). В интерьере церкви основной объём соединяется арочными проёмами с промежуточным, где находятся хоры, и с алтарной частью. Проём главного входа прямоугольный, над ним двускатный навес на фигурных кронштейнах. В церкви хранятся образа XVIII—XIX вв.

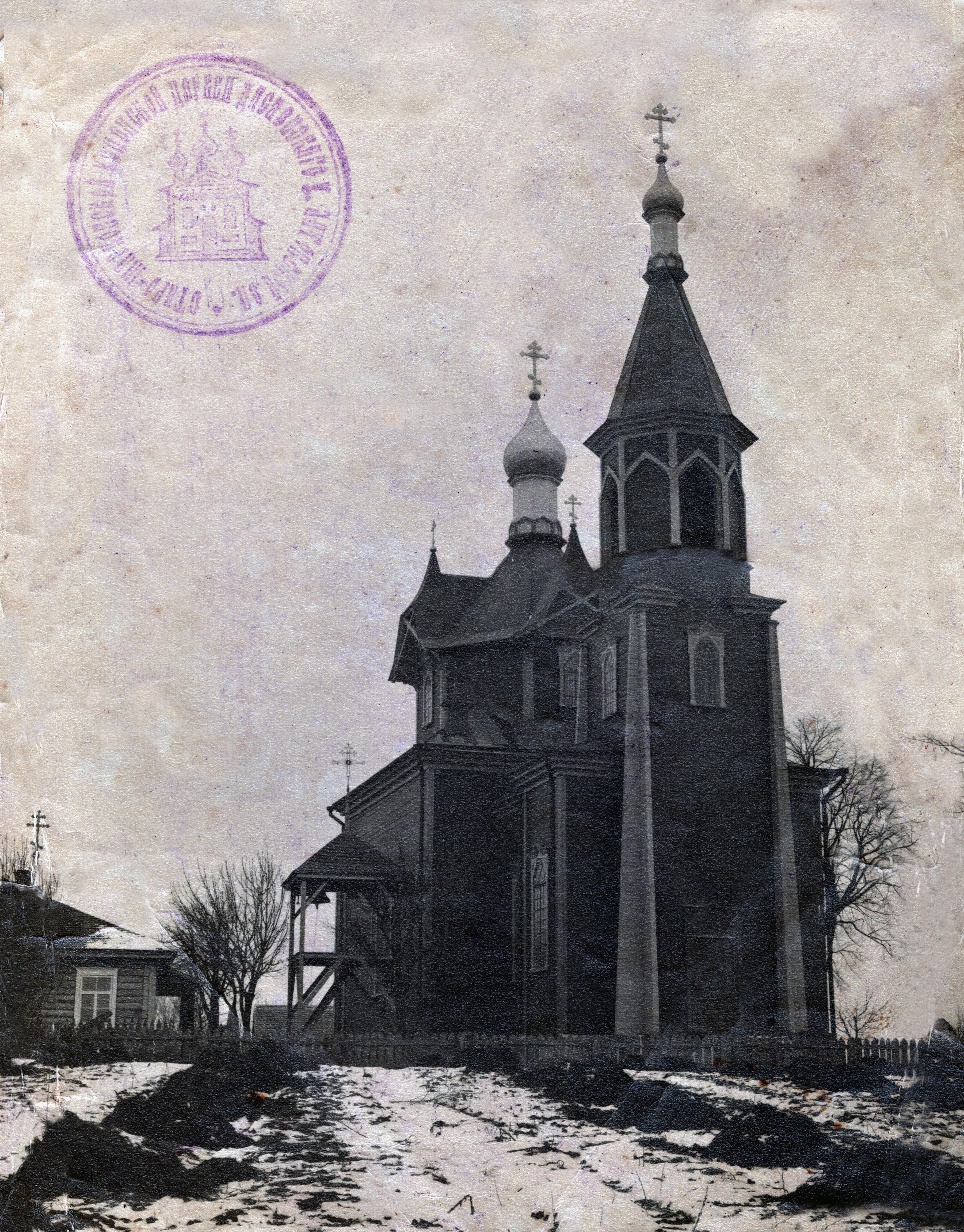
Свято-Успенская церковь в Шарковщине, начало XX века.